# Prêmio Montluc Rèsistance et Liberté
Prêmio da associação Montluc Résistance et Liberté da França, fundada em 2018. Este prêmio reconhece e valoriza obras que permitem a reflexão de temáticas como resistência e liberdade.
1. ↑  «Itamar Vieira Junior ganha prêmio na França com 'Torto arado'». 5 de abril de 2024. Consultado em 6 de abril de 2024